# Puchar Narodów w saneczkarstwie 2019/2020
Sezon 2019/2020 Pucharu Narodów w saneczkarstwie rozpoczął się 22 listopada 2019 roku w austriackim Igls. Ostatnie zawody z tego cyklu odbyły się 28 lutego 2020 roku w niemieckim Königssee.

## Kalendarz Pucharu Narodów
| Lp.   | Data              | Miejscowość | Konkurencja      | 1 miejsce                                      | 2 miejsce                                   | 3 miejsce                                         |
| ----- | ----------------- | ----------- | ---------------- | ---------------------------------------------- | ------------------------------------------- | ------------------------------------------------- |
| 1. PN | 22 listopada 2019 | Igls        | Jedynki kobiet   | Emily Sweeney                                  | Anna Berreiter                              | Jekaterina Katnikowa                              |
| 1. PN | 22 listopada 2019 | Igls        | Jedynki mężczyzn | Nico Gleirscher                                | Arturs Dārznieks                            | Jonathan Eric Gustafson                           |
| 1. PN | 22 listopada 2019 | Igls        | Dwójki mężczyzn  | Rosja Andriej Bogdanow · Andriej Miedwiediew   | Kanada Tristan Walker · Justin Snith        | Austria Yannick Müller · Armin Frauscher          |
| 2. PN | 29 listopada 2019 | Lake Placid | Jedynki kobiet   | Emily Sweeney                                  | Trinity Ellis                               | Jessica Tiebel                                    |
| 2. PN | 29 listopada 2019 | Lake Placid | Jedynki mężczyzn | Aleksander Gorbaczewicz                        | Jonathan Eric Gustafson                     | Kevin Fischnaller                                 |
| 2. PN | 29 listopada 2019 | Lake Placid | Dwójki mężczyzn  | Niemcy Robin Geueke · David Gamm               | Włochy Ludwig Rieder · Patrick Rastner      | Ukraina Ihor Hoi · Myrosław Lewkowicz             |
| 3. PN | 12 grudnia 2019   | Whistler    | Jedynki kobiet   | Anna Berreiter                                 | Cheyenne Rosenthal                          | Brooke Apshkrum                                   |
| 3. PN | 12 grudnia 2019   | Whistler    | Jedynki mężczyzn | Inārs Kivlenieks                               | David Gleirscher                            | Reinhard Egger                                    |
| 3. PN | 12 grudnia 2019   | Whistler    | Dwójki mężczyzn  | Włochy Emanuel Rieder · Simon Kainzwaldner     | Kanada Tristan Walker · Justin Snith        | Stany Zjednoczone Chris Mazdzer · Jayson Terdiman |
| 4. PN | 10 stycznia 2020  | Altenberg   | Jedynki kobiet   | Madeleine Egle                                 | Elīza Cauce                                 | Ulla Zirne                                        |
| 4. PN | 10 stycznia 2020  | Altenberg   | Jedynki mężczyzn | Inārs Kivlenieks                               | Sebastian Bley                              | Maksim Arawin                                     |
| 4. PN | 10 stycznia 2020  | Altenberg   | Dwójki mężczyzn  | Łotwa Kristens Putins · Imants Marcinkēvičs    | Niemcy Hannes Orlamünder · Paul Gubitz      | Włochy Emanuel Rieder · Simon Kainzwaldner        |
| 5. PN | 17 stycznia 2020  | Lillehammer | Jedynki kobiet   | Ulla Zirne                                     | Brittney Arndt                              | Raluca Strămăturaru                               |
| 5. PN | 17 stycznia 2020  | Lillehammer | Jedynki mężczyzn | Sebastian Bley                                 | Jozef Ninis                                 | Stiepan Fiodorow                                  |
| 5. PN | 17 stycznia 2020  | Lillehammer | Dwójki mężczyzn  | Polska Wojciech Chmielewski · Jakub Kowalewski | Łotwa Kristens Putins · Imants Marcinkēvičs | Słowacja Tomáš Vaverčák · Matej Zmij              |
| 6. PN | 24 stycznia 2020  | Sigulda     | Jedynki kobiet   | Ulla Zirne                                     | Natalie Maag                                | Ashley Farquharson                                |
| 6. PN | 24 stycznia 2020  | Sigulda     | Jedynki mężczyzn | Riks Rozītis                                   | Jonathan Eric Gustafson                     | Moritz Bollmann                                   |
| 6. PN | 24 stycznia 2020  | Sigulda     | Dwójki mężczyzn  | Łotwa Andris Šics · Juris Šics                 | Kanada Tristan Walker · Justin Snith        | Polska Wojciech Chmielewski · Jakub Kowalewski    |
| 7. PN | 31 stycznia 2020  | Oberhof     | Jedynki kobiet   | Natalie Maag                                   | Olesia Michajlenko                          | Raluca Strămăturaru                               |
| 7. PN | 31 stycznia 2020  | Oberhof     | Jedynki mężczyzn | Jonas Müller                                   | Nico Gleirscher                             | Sebastian Bley                                    |
| 7. PN | 31 stycznia 2020  | Oberhof     | Dwójki mężczyzn  | Austria Yannick Müller · Armin Frauscher       | Niemcy Hannes Orlamünder · Paul Gubitz      | Polska Wojciech Chmielewski · Jakub Kowalewski    |
| 8. PN | 21 lutego 2020    | Winterberg  | Jedynki kobiet   | Sandra Robatscher                              | Olesia Michajlenko                          | Raluca Strămăturaru                               |
| 8. PN | 21 lutego 2020    | Winterberg  | Jedynki mężczyzn | Chris Eißler                                   | Sebastian Bley                              | Anton Dukacz                                      |
| 8. PN | 21 lutego 2020    | Winterberg  | Dwójki mężczyzn  | Korea Południowa Park Jinyong · Cho Jung Myung | Słowacja Tomáš Vaverčák · Matej Zmij        | Ukraina Ihor Hoi · Myrosław Lewkowicz             |
| 9. PN | 28 lutego 2020    | Königssee   | Jedynki kobiet   | Sandra Robatscher                              | Jessica Degenhardt                          | Cheyenne Rosenthal                                |
| 9. PN | 28 lutego 2020    | Königssee   | Jedynki mężczyzn | Chris Eißler                                   | Tucker West                                 | Nico Gleirscher                                   |
| 9. PN | 28 lutego 2020    | Königssee   | Dwójki mężczyzn  | Niemcy Hannes Orlamünder · Paul Gubitz         | Rosja Władisław Jużakow · Jurij Prochorow   | Stany Zjednoczone Chris Mazdzer · Jayson Terdiman |

## Klasyfikacje

### Jedynki kobiet
| Miejsce | Zawodnik            | Reprezentacja     | Punkty |
| ------- | ------------------- | ----------------- | ------ |
| 1.      | Raluca Strămăturaru | Rumunia           | 448    |
| 2.      | Ashley Farquharson  | Stany Zjednoczone | 378    |
| 3.      | Brittney Arndt      | Stany Zjednoczone | 360    |
| 4.      | Katarína Šimoňáková | Słowacja          | 330    |
| 5.      | Carolyn Maxwell     | Kanada            | 312    |
| 6.      | Olesia Michajlenko  | Rosja             | 304    |
| 7.      | Ulla Zirne          | Łotwa             | 300    |
| 8.      | Emily Sweeney       | Stany Zjednoczone | 292    |
| 9.      | Cheyenne Rosenthal  | Niemcy            | 286    |
| 10.     | Ołena Stećkiw       | Ukraina           | 281    |
| ...     | ...                 | ...               | ...    |
| 23.     | Klaudia Domaradzka  | Polska            | 152    |
| 38.     | Natalia Jamróz      | Polska            | 65     |

### Jedynki mężczyzn
| Miejsce | Zawodnik                | Reprezentacja     | Punkty |
| ------- | ----------------------- | ----------------- | ------ |
| 1.      | Jonathan Eric Gustafson | Stany Zjednoczone | 520    |
| 2.      | Jozef Ninis             | Słowacja          | 426    |
| 3.      | Riks Rozītis            | Łotwa             | 418    |
| 4.      | Moritz Bollmann         | Niemcy            | 396    |
| 5.      | Sebastian Bley          | Niemcy            | 386    |
| 6.      | Nico Gleirscher         | Austria           | 357    |
| 7.      | Anton Dukacz            | Ukraina           | 297    |
| 8.      | Andrij Mandzij          | Ukraina           | 295    |
| 9.      | Chris Eißler            | Niemcy            | 293    |
| 10.     | Mateusz Sochowicz       | Polska            | 289    |
| ...     | ...                     | ...               | ...    |
| 25.     | Kacper Tarnawski        | Polska            | 156    |

### Dwójki mężczyzn
| Miejsce | Zawodnik                              | Reprezentacja     | Punkty |
| ------- | ------------------------------------- | ----------------- | ------ |
| 1.      | Tomáš Vaverčák Matej Zmij             | Słowacja          | 421    |
| 2.      | Park Jinyong Cho Jung Myung           | Korea Południowa  | 414    |
| 3.      | Ihor Stachiw Andrij Lisiecki          | Ukraina           | 385    |
| 4.      | Filip Vejdělek Zdeněk Pěkný           | Czechy            | 370    |
| 5.      | Ihor Hoi Myrosław Lewkowicz           | Ukraina           | 365    |
| 6.      | Yannick Müller Armin Frauscher        | Austria           | 362    |
| 7.      | Chris Mazdzer Jayson Terdiman         | Stany Zjednoczone | 322    |
| 8.      | Tristan Walker Justin Snith           | Kanada            | 305    |
| 9.      | Wojciech Chmielewski Jakub Kowalewski | Polska            | 300    |
| 10.     | Hannes Orlamünder Paul Gubitz         | Niemcy            | 270    |